# PAC P-750 XSTOL
Die PAC P-750 XSTOL (früher als PAC 750XL bezeichnet) ist ein Mehrzweckflugzeug des neuseeländischen Herstellers Pacific Aerospace.

## Geschichte und Konstruktion
Die PAC P-750 XSTOL ist ein konventioneller Ganzmetalltiefdecker mit festem Bugradfahrwerk und besteht vorwiegend aus dem Antrieb und den Tragflächen der PAC Cresco mit einem neuen größeren Rumpf und modifiziertem Heck. Angetrieben wird das Flugzeug durch eine Pratt & Whitney PT6A-34AG-Propellerturbine mit 560 kW (750 PS). Der Erstflug erfolgte 2001.
Ursprünglich wurde die Maschine dazu entworfen, den Bedarf nach Fallschirmspringerabsetzflugzeugen zu bedienen. Die Maschine ist dazu wie ihre Vorgängerin Cresco bestens geeignet, da sie durch ihre hohe mögliche Sinkgeschwindigkeit rasch wieder am Boden sein kann, um erneut Fallschirmspringer mittels ihrer hohen Steigleistung wieder auf die Absprunghöhe von 3700 m zu transportieren. Ein weiteres Merkmal ist die gute Kurzstart- und Landefähigkeit (STOL), auf die die Erweiterung der Typenbezeichnung Bezug nimmt. Ihre geringste Geschwindigkeit mit ausgefahrenen Landeklappen beträgt 45 kt (83,3 km/h).
Das Flugzeug wird aber auch für andere Aufgaben vermarktet. So wird es neben der Mehrzweckrolle auch für Fracht- oder Passagiertransporte, als Agrarflugzeug, Löschflugzeug oder für Luftaufnahmen und Vermessung verkauft. Ein Exemplar wird auch für aeromagnetische Untersuchungen eingesetzt.
Die Maschine lässt sich auch mit Skiern oder Schwimmern ausrüsten, zudem ist der Einsatz auf unbefestigten Pisten möglich. Für Passagier- oder Frachtflüge kann die Kabine mit bis zu 9 Sitzplätzen ausgestattet oder ganz als Laderaum verwendet werden. Die Frachtvariante besitzt eine Doppelfrachtraumtür im hinteren Teil der Kabine. Optional wird auch eine Frachtbox unter dem Rumpf angeboten, um die Transportkapazität zu erhöhen.

## Technische Daten

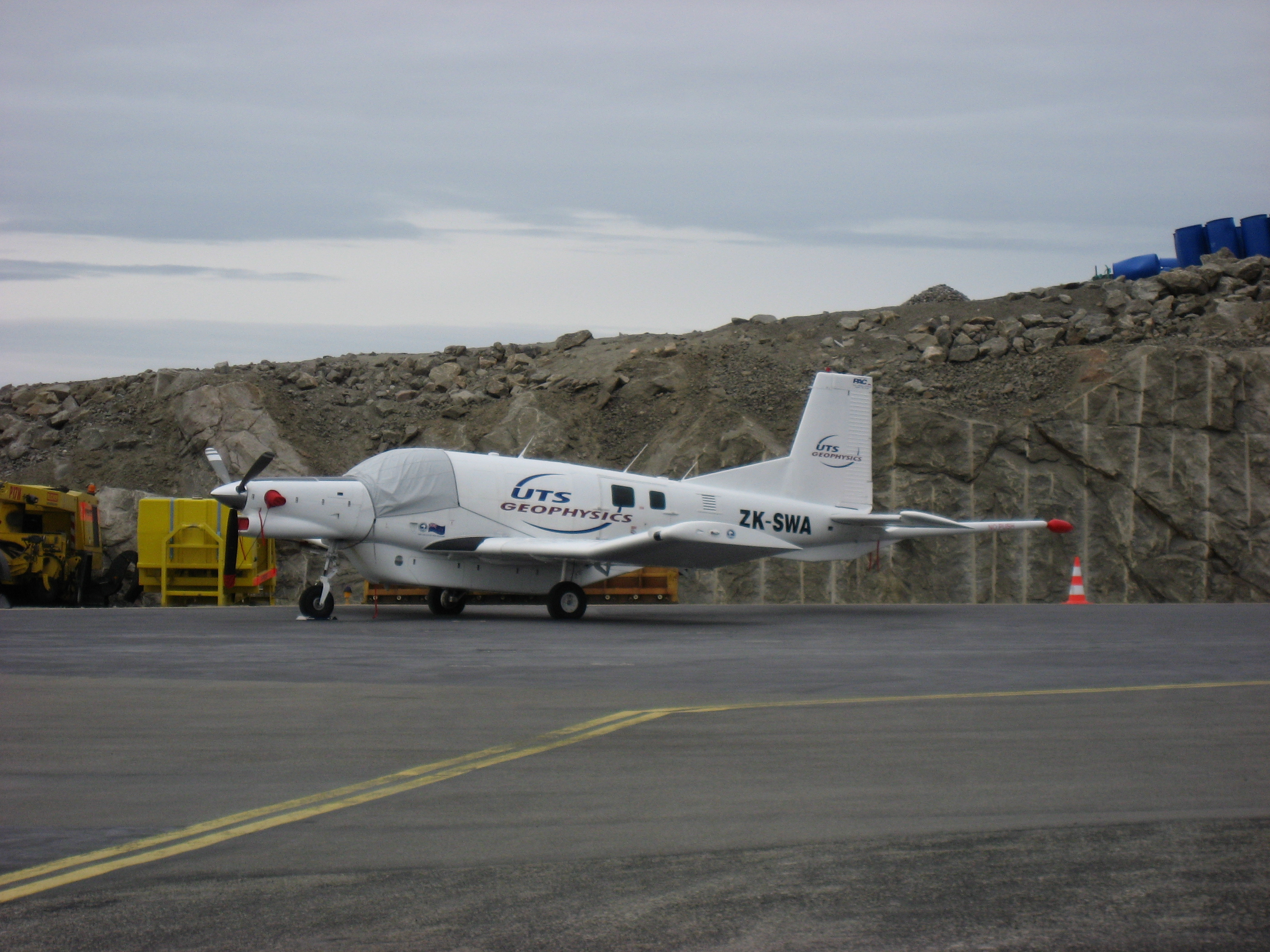
Die für aeromagnetische Untersuchungen ausgerüstete PAC P-750 im August 2007 in Grönland

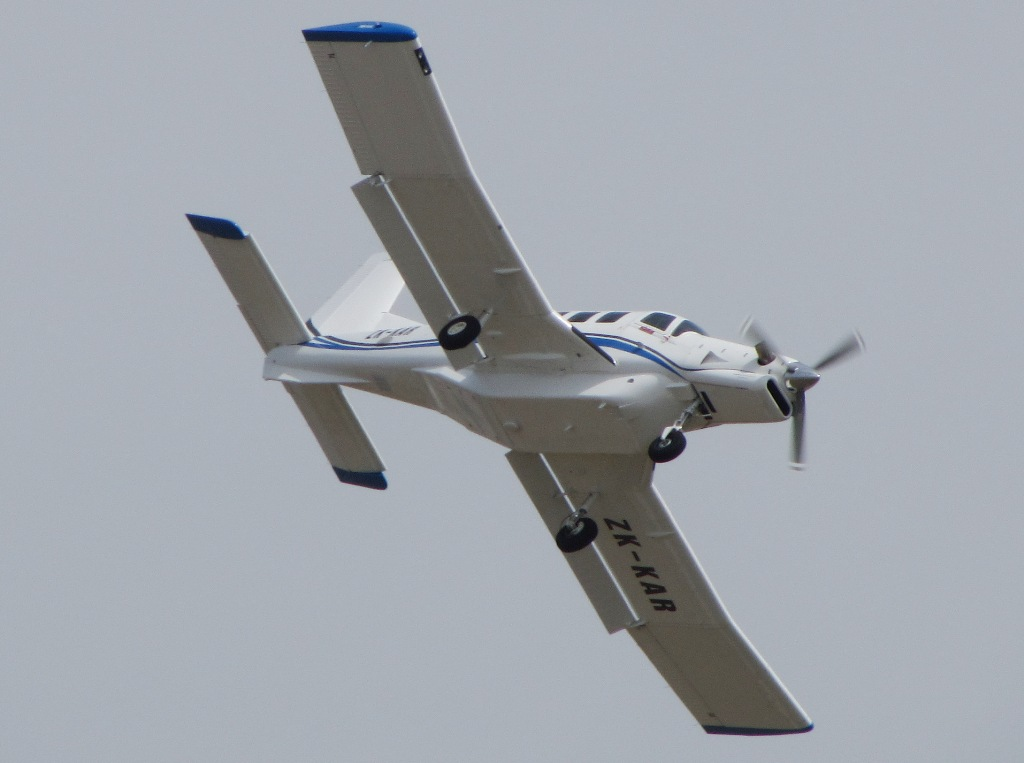
Eine PAC P-750 XSTOL mit angebautem Frachtbehälter

| Kenngröße             | Daten                                                               |
| --------------------- | ------------------------------------------------------------------- |
| Besatzung             | 1                                                                   |
| Passagiere            | 9 oder 17 Fallschirmspringer                                        |
| Länge                 | 11,84 m                                                             |
| Spannweite            | 12,80 m                                                             |
| Höhe                  | 4,04 m                                                              |
| Flügelfläche          | 24,88 m²                                                            |
| Flügelstreckung       | 6,6                                                                 |
| Leermasse             | 1410 kg                                                             |
| max. Startmasse       | 3395 kg                                                             |
| Reisegeschwindigkeit  | 313 km/h                                                            |
| Höchstgeschwindigkeit | 315 km/h                                                            |
| Dienstgipfelhöhe      | 6098 m                                                              |
| Reichweite            | 1078 km                                                             |
| Triebwerke            | 1 × Turboproptriebwerk Pratt & Whitney PT6A-34, 750 PS (ca. 550 kW) |
| Listenpreis           | 1,7–2,2 Mio. US-Dollar                                              |

## Unfälle
Am 18. Februar 2024 stürzte ein Flugzeug des am Flughafen Grenchen in der Schweiz stationierten Fallschirmvereins Skydive Grenchen in der Nähe des Flughafens ab. Mindestens ein Teil der elf an Bord befindlichen Fallschirmspringer hatten die Maschine HB-TCP schon vor dem Notruf planmäßig verlassen, der Rest spätestens danach, der Pilot kam beim Absturz ums Leben. Ein Vorbericht der Schweizerischen Untersuchungsbehörde bemerkte, dass sich der Reservefallschirm eines Springers noch am Flugzeug unbeabsichtigt geöffnet hatte und der Springer anschließend mit dem Höhenleitwerk des Flugzeugs kollidierte. Dadurch sei dieses abgerissen worden und das Flugzeug unkontrollierbar. Der Schlussbericht wurde nicht vor dem Jahr 2025 erwartet.